# かんなん丸
株式会社かんなん丸は、埼玉県さいたま市浦和区に本社を置く外食産業の企業。東京証券取引所スタンダード市場上場銘柄（証券コードは7585）。

## 概要
大庄やイズ・プランニングのフランチャイジーで埼玉県を中心に大衆割烹「庄や」、「日本海庄や」、「やるき茶屋」、カラオケルーム「うたうんだ村」、無国籍料理「KUSHI949KYU」、自社オリジナルの「炉辺」を運営する。
店舗数は100店舗を超える。第1号店は「大衆割烹　庄や浦和店」である。
ドトールコーヒーのフランチャイジーであるしんしん丸を子会社にしている。

## 沿革
- 1982年（昭和57年）- 埼玉県浦和市にて有限会社かんなん丸設立。大庄と「大庄ファミリー契約」を締結。
- 1993年（平成5年）- 株式会社イズ・プランニングと「KUSHI949KYUフレンドシップシステム加盟契約」を締結。
- 1994年（平成6年）- 株式会社に組織変更。本社事務所を現所在地に移転。
- 1997年（平成9年）- 株式会社ドトールコーヒーと「ドトールコーヒーショップチェーン加盟契約」を締結。
- 1998年（平成10年）6月9日 - 日本証券業協会に株式を店頭登録[1]。
- 2012年（平成24年）- 株式会社しんしん丸を設立し、ドトールコーヒーショップ運営事業を譲渡。
- 2018年（平成30年）5月 - 本社事務所を埼玉県さいたま市浦和区北浦和に移転。

## 参考資料
- 株式会社かんなん丸第42期 有価証券報告書（EDINET - 閲覧）
- 会社四季報2014年３集夏号　第426号（東洋経済新報社）